# Elissa Knight
Elissa Knight (nacida el 15 de abril de 1975) es una actriz de voz estadounidense. Trabaja en la empresa Pixar como empleada y es más famosa por realizar la voz de la robot EVA, de la película de Pixar estrenada en 2008 WALL·E.

## Biografía
Knight comenzó a unirse a Pixar con la película Cars y desde entonces ha trabajado en películas de Pixar. También hizo la voz en la película ya mencionada y Ratatouille, aunque con personajes menores. Knight prestó su voz a los personajes animados sólo cuando era necesario.
También prestó su voz para WALL·E, interpretando al personaje de EVA, quien es una de las protagonistas del filme.

## Filmografía
- Cars (2006) - Tia
- Ratatouille (2007) - Mujer del restaurante
- WALL·E (2008) - EVA
- BURN-E (2008) - EVA
- Cars Toons (2008) - Tia
- TRACY (2009) - Ellen Canzini (Junior)
- Toy Story 3: El videojuego (2010) - Lil

- Datos: Q3723336